# Верлот (Вашингтон)
Верлот (англ. Verlot) — переписна місцевість (CDP) в США, в окрузі Сногоміш штату Вашингтон. Населення — 340 осіб (2020).

## Географія
Верлот розташований за координатами 48°6′7″ пн. ш. 121°45′33″ зх. д. / 48.10194° пн. ш. 121.75917° зх. д. (48.101992, -121.759222).  За даними Бюро перепису населення США в 2010 році переписна місцевість мала площу 28,33 км², з яких 28,11 км² — суходіл та 0,22 км² — водойми.

## Демографія
Згідно з переписом 2010 року, у переписній місцевості мешкало 285 осіб у 138 домогосподарствах у складі 72 родин. Густота населення становила 10 осіб/км².  Було 204 помешкання (7/км²).
Расовий склад населення:
| - 92,3 % — білих - 1,4 % — чорних або афроамериканців - 1,1 % — корінних американців - 0,7 % — азіатів - 1,1 % — осіб інших рас |

До двох чи більше рас належало 3,5 %. Частка іспаномовних становила 3,9 % від усіх жителів.
За віковим діапазоном населення розподілялося таким чином: 14,4 % — особи молодші 18 років, 70,5 % — особи у віці 18—64 років, 15,1 % — особи у віці 65 років та старші. Медіана віку мешканця становила 47,7 року. На 100 осіб жіночої статі у переписній місцевості припадало 122,7 чоловіків;  на 100 жінок у віці від 18 років та старших — 128,0 чоловіків також старших 18 років.
Цивільне працевлаштоване населення становило 68 осіб. Основні галузі зайнятості: роздрібна торгівля — 52,9 %, науковці, спеціалісти, менеджери — 26,5 %, будівництво — 20,6 %.